# 越谷市立蒲生小学校
越谷市立蒲生小学校（こしがやしりつ がもうしょうがっこう）は、埼玉県越谷市蒲生旭町にある公立小学校。

## 沿革
- 1873年7月20日 - 蒲生学校として開校
- 1889年 - 蒲生尋常小学校に改称
- 1922年 - 校旗制定
- 1923年3月29日 - 蒲生尋常高等小学校に改称
- 1924年 - 校歌制定
- 1936年12月18日 - 校章制定
- 1941年4月1日 - 蒲生国民学校に改称
- 1947年4月1日 - 蒲生村立蒲生小学校に改称
- 1954年11月3日 - 越谷町立蒲生小学校に改称
- 1957年9月17日 - 新しく校歌制定
- 1958年11月3日 - 越谷市立蒲生小学校に改称
- 1967年4月1日 - 越谷市立川柳小学校を分離
- 1968年4月1日 - 越谷市立南越谷小学校を分離
- 1969年4月1日 - 越谷市立蒲生第二小学校を分離
- 1976年4月1日 - 越谷市立西方小学校を分離
- 1979年4月1日 - 越谷市立明正小学校を分離
- 2017年4月1日 - 明正小学校の学区であった蒲生東町を蒲生小学校の学区に編入。

## 教育目標
- なかよく明るい子
- 元気でやりぬく子
- 正しく考える子

## 通学区域
- 蒲生東町 - 全域
- 登戸町 - 全域
- 南越谷一丁目 - 一部
- 蒲生一丁目 -　全域
- 蒲生三丁目 - 全域
- 蒲生旭町 - 全域
- 蒲生寿町 - 全域
- 蒲生本町 - 全域
- 蒲生西町一丁目 -　全域[1]